# 黃俊 (1912年)
黃俊（1912年7月3日—1986年4月8日），名兆俊，字載邦，廣東省台山縣白沙鄉西村人，中华民国政治人物。民國37年（1948年）在工會南區當選第一屆立法委員。

## 生平
台山居正中學。
美國芝加哥高威爾遜電銲研究所結業。
湘南祁陽軍委會游幹班受訓、南京中央訓練團社工班受訓。
粵漢鐵路南段電焊領班、監工、工務員、副工程師、職工科長、敵後爆破隊隊長。
城防指揮部支隊長，參與韶關保衛戰。
閩粵贛突擊總隊副總隊長。
駐華美軍東南區總部顧問。
粵漢鐵路黨務委員會督導委員、廣九鐵路黨部秘書。
廣東機器工會常務理事、廣東總工會理事兼秘書長。
廣州總工會常務理事。
粵漢鐵路黨務特派員、大陸鐵路黨務工作委員會副主任委員。
全國總工會常務理事、立法委員黨部委員。
革命實踐研究院十一期、聯戰班二期。
全國總工會常務理事。
中國出席國際勞工大會第一代表。
民國75年4月8日病逝。